# فلوروکینولون

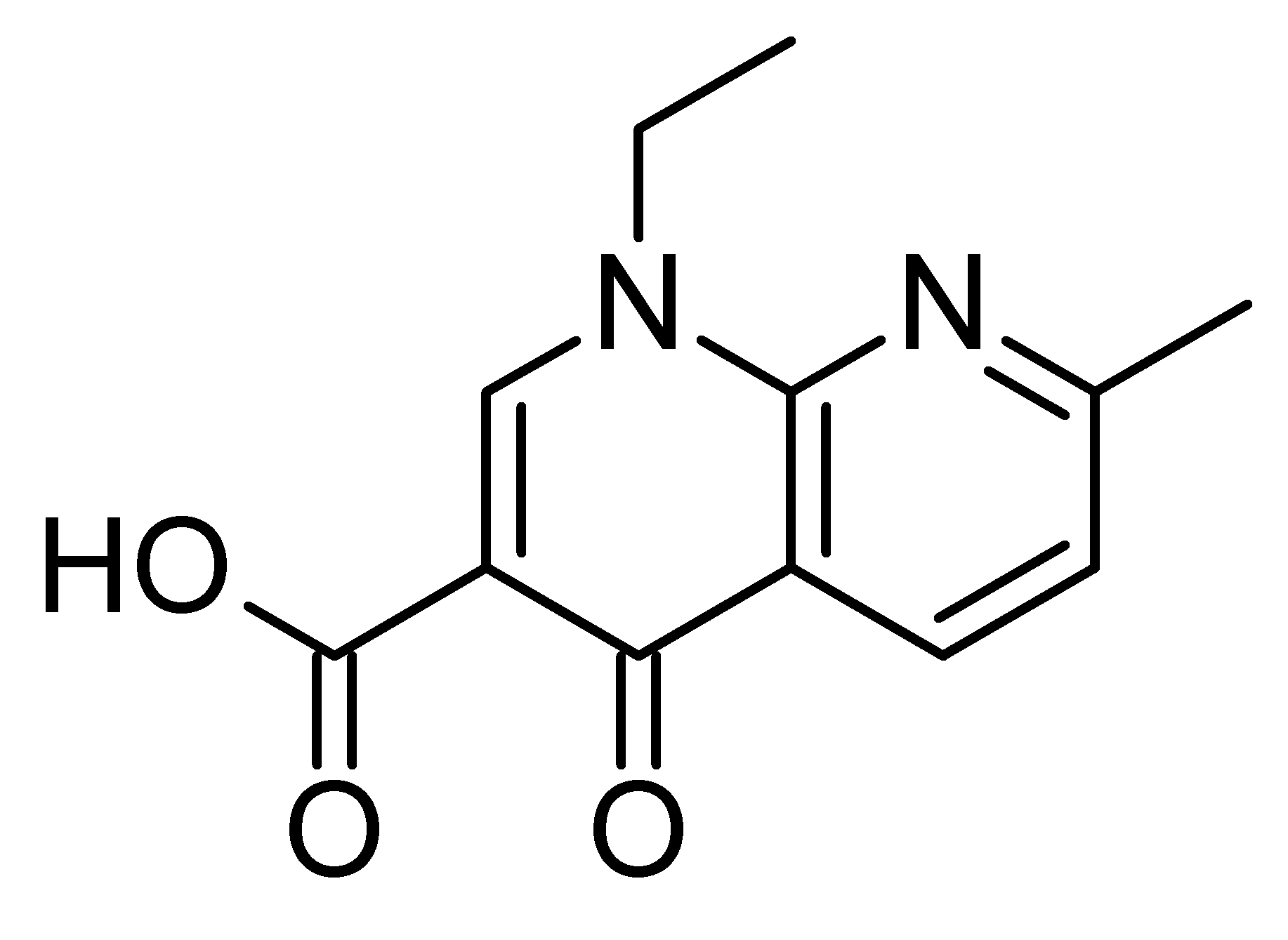
نالیدیکسیک اسید

سیپروفلوکساسین

لووفلوکساسین

ترووافلوکساسین

فلوروکینولون‌ها (به انگلیسی: Fluoroquinolone) آنتی‌بیوتیک‌های گسترده‌اثر هستند که بر روی باکتری‌های گرم مثبت و گرم منفی مؤثر هستند. نالیدیکسیک اسید (نخستین نسل آن) توسط جورج لشر در سال ۱۹۶۲ میلادی جهت درمان عفونت‌های دستگاه ادراری ساخته شد. کینولون‌ها با جلوگیری از تکثیر دی‌ان‌ای باکتری‌ها باعث مرگ آن‌ها می‌شوند. فلوروکینولون‌ها معمولاً برای عفونت‌های شدید تناسلی ادراری استفاده می‌شوند. در موارد حاد پیلونفریت یا پروستاتیت باکتریایی به عنوان خط اول درمان توصیه می‌شوند. هر چقدر نسل فلوروکینولون‌ها جلوتر می‌رود پوشش گرم مثبت آن‌ها بیشتر می‌شود.
علیرغم سرطان‌زا بودن، نالیدیکسیک اسید، جهت مراقبت پیشگیرانهٔ پزشکی در درمان عفونت‌های برگشت‌پذیر ادراری کودکان استفاده می‌شود.

## عوارض جانبی
مصرف فلوروکینولون‌ها به‌دلیل عوارض جانبی جدّی و گسترده‌اش، محدود است و برای مهار باکتری‌های خاصی استفاده می‌شود. این گروه از داروها برای عفونت‌های بسیار شدید استفاده می‌شوند.
عوارض جانبی فلوروکینولون‌ها متوسط تا بسیار شدید است. تهوع، استفراغ، اسهال، سردرد، بی‌خوابی، مسمومیت کلیه از عوارض جانبی عمومی آن‌ها هستند.
به‌طور کلی هرچه نسل آن‌ها جلوتر می‌رود عوارض جانبی آن‌ها بیشتر می‌شود. نوروپاتی محیطی برگشت‌پذیر یا برگشت‌ناپذیر، اختلال در اعصاب مرکزی منجر به تشنج، التهاب یا پارگی خودبه‌خودی تاندون و آشیل، آسیب کلیوی، تشدید بیماری‌های کلیوی، نفروز کلیه، خونریزی کلیه، نفریت بینابینی و آسیب کبدی از عوارض جدی آن‌ها هستند.
در صورت مصرف همزمان فلوروکینولون‌ها با سفالوسپورین‌ها، ماکرولیدها و آمینوگلیکوزیدها عوارض بیشتری از خود نشان می‌دهند اما این عوارض، با پنی‌سیلین، وانکومایسین، کلیندامایسین و سولفونامید‌ها کمتر است.
مصرف همزمان فلوروکینولون‌ها با کورتیکواستروئیدها خطر پارگی تاندون آشیل و تشنج را افزایش می‌دهد. این خطر در افراد مسن بالای ۶۰ سال بیشتر است، بنابراین باید با احتیاط مصرف شود.
کاهش پتاسیم و افزایش فاصلهٔ QT قلب در بعضی از انواع فلوروکینولون‌ها وجود دارد.
در صورت بروز درد در مفاصل هنگام مصرف فلوروکینولون‌ها، باید با پزشک جهت قطع دارو و جایگزینی آنتی‌بیوتیک مناسب مشورت شود و از مصرف داروهای ضدالتهاب غیراستروئیدی جهت تسکین درد، خودداری شود. مصرف مایعات فراوان در مدت درمان با فلوروکینولون‌ها می‌تواند تا حدی، عوارض این داروها را کاهش دهد.

## موارد منع مصرف
حساسیت شخص به دارو یا مشتقات فلوروکینولون‌ها
بیماران کلیوی (مصرف فلوروکینولون‌ها موجب آسیب کلیه و تشدید بیماری‌های کلیوی می‌گردد)
بیماران مبتلا به اختلالات اعصاب
بیماران مبتلا به صرع
بیماران مبتلا به نارسایی قلبی
به جز نالیدیکسیک اسید استفاده از فلوروکینولون‌ها در افراد زیر ۱۸ سال به‌علت پارگی تاندون و اختلال در دستگاه عصبی مرکزی ممنوع است.

## تداخلات دارویی
به‌طور کلی داروهای ضدالتهاب غیراستروئیدی، آمینوگلیکوزیدها مانند جنتامایسین و کورتیکواستروئیدها سمیت فلوروکینولون‌ها را بالا می‌برند. آنتی‌اسیدهای حاوی منیزیم و فراورده‌های حاوی آلومینیم، کلسیم، آهن یا روی، جذب خوراکی فلوروکینولون‌ها را کاهش می‌دهد.

## نسل‌ها
نسل اول
- نالیدیکسیک اسید

نسل دوم
- سیپروفلوکساسین
- افلوکساسین

نسل سوم
- لووفلوکساسین

نسل چهارم
- جمی فلوکساسین
- موکسی فلوکساسین

هرچند نسل چهارم جدیدترین نسل فلوروکینولون‌هاست اما سرعت پیشرفت مقاومت باکتریایی بیشتر از سایر نسل‌هاست (این امر قطعی نیست و نیاز به تحقیق بیشتر و بررسی بالینی بیشتری دارد)